# 龙驭球
龙驭球（1926年1月15日—2022年12月22日），湖南安化人，中国土木工程和结构力学专家，清华大学教授。1995年当选为中国工程院院士。

## 教育经历
1948年获清华大学土木系学士学位。